# نیس (بوسکرود)
نیس (به لاتین: Nes) یک شهرداری در نروژ است که در بوسکرود واقع شده‌است. نیس ۸۱۰ کیلومتر مربع مساحت و ۳٬۴۶۷ نفر جمعیت دارد.